# Bukovik (Czarnogóra)
Bukovik (cyr. Буковик) – wieś w Czarnogórze, w gminie Bar. W 2011 roku liczyła 67 mieszkańców.